# 18 전자 규칙
18전자규칙은 전이금속화합물의 성질을 규명하는 데 쓰이는 개념이다. 안정한 상태로 존재하는 유기화합물의 경우에 2s 및 2p 오비탈에 전자가 모두 채워진 비활성 기체의 전자배치를 모방하는 옥텟 규칙이 존재한다. 이와 유사하게 전이금속화합물들에도 역시 같은 주기의 비활성기체의 전자배치를 모방하여, s,p,d 오비탈에 전자를 모두 채워 가장 안정한 상태로 존재하려는 18 전자규칙이 존재한다. 각 전이금속화합물이 18전자규칙을 따르는지 확인하기 위해서 전자를 세는 방법에는 크게 두 가지, 이온형 방식과 공유성 방식이 존재한다.

## 이온형방식
이온형 방식은 전기음성도가 더 높은 리간드에서 중심금속으로 전자를 제공한다고 가정을 한다. 이온형방식을 이용하여 전자를 세려면 다음의 순서를 따르는 것이 편리하다.
1. 전이금속화합물에 존재하는 리간드가 제공하는 전자의 수를 센다. 각 리간드는 중심금속에 결합하기 전에 이미 8전자규칙을 만족하는 상태로 간주한다.
2. 전체금속화합물이 중성인지 이온상태인지에 따라 중심금속의 산화수를 결정하고 중심금속의 전자 수를 센다.
3. 1과 2의 전자수를 다 합쳐 18이 되는지 확인한다.

## 공유형방식
공유형방식은 리간드와 중심금속이 1개씩의 전자를 제공하여 결합을 형성한다고 가정을 한다.
1. 전이금속화합물에 존재하는 리간드가 제공하는 전자의 수를 센다.
2. 중성상태의 중심금속이 지니는 전자의 수를 센다.
3. 1과 2의 전자 수를 다 합쳐본다.
4. 전체금속화합물이 중성인지 이온상태인지에 따라 3의 전자수에서 더하거나 뺀다. 이 4의 전자수가 18이 되는지 확인한다.

## 18전자 규칙의 실례
CoCp2+

### 이온형 방식
1. Cp 리간드는 6개의 전자를 제공 2개의 Cp리간드가 존재하므로 총 12개의 전자제공. Cp리간드는 -1의 전하를 띤 것으로 간주
2. 전체화합물이 +1의 전하를 띠고 있으며, 2개의 Cp리간드가 각각 -1의 전하를 띠고 있으므로, Co는 +3의 전하를 띠고 있어야 함. 중성상태의 Co(0)는 d오비탈에 9개의 전자를 지니고 있으므로 Co(III)은 6개의 전자를 지님.
3. 1에서 리간드가 12개의 전자를 제공, 2에서 Co가 6개의 전자를 지님 따라서 전체화합물은 18 전자 규칙을 만족.

### 공유형 방식
1. Cp리간드는 5개의 전자를 제공 2개의 Cp리간드가 존재하므로 총 10개의 전자제공. Cp리간드는 중성으로 간주.
2. 중성상태의 Co는 9개의 전자를 지니고 있음
3. 총 19개의 전자가 존재.
4. 전체 화합물이 +1의 전하를 띠고 있으므로, 19에서 1을 빼주면 전체 화합물은 18개의 전자를 지니고 18전자규칙 만족.

## 18전자 규칙의 예외
d 오비탈에 8개의 전자를 지닌 d8 금속의 경우, 전자가 채워지지 않은 하나의 d 오비탈의 에너지가 더 높아서 18 전자규칙이 아닌 16전자규칙을 만족할 때가 있다. 이런 예외적 경우는 평면정사각형구조를 지닌 Ni(II), Pd(II), Pt(II)등의 전이금속화합물에서 흔히 발견된다. 18전자규칙은 경험적인 규칙이다.